# El primer home (pel·lícula)
El primer home (títol original en anglès, First Man) és una pel·lícula estatunidenca d'aventura espacial biogràfica de 2018, dirigida per Damien Chazelle i escrita per Josh Singer. Està basada en el llibre First Man: The Life of Neil A. Armstrong, de James R. Hansen. El film és protagonitzat per Ryan Gosling en el paper de Neil Armstrong i es va estrenar el 12 d'octubre de 2018.
Ha estat doblada i subtitulada en català.

## Sinopsi
La missió de la NASA que va dur l'home a la lluna vista pel primer astronauta a fer-ho, Neil Armstrong, durant els anys 1960.

## Repartiment
- Ryan Gosling – Neil Armstrong
- Claire Foy – Janet Shearon
- Corey Stoll – Buzz Aldrin
- Kyle Chandler – Deke Slayton
- Jason Clarke – Edward White
- Shea Whigham – Gus Grissom
- Jon Bernthal – David Scott
- Brian d'Arcy James – Joseph Walker
- Pablo Schreiber – Jim Lovell
- Patrick Fugit – Elliot See
- Cory Michael Smith – Roger Chaffee
- Skyler Bible – Richard Gordon
- Lukas Haas – Michael Collins

## Al voltant de la pel·lícula
En 2003, Clint Eastwood i la Warner Bros. van comprar els drets per a adaptació cinematogràfica de la biografia de Neil Armstrong, First Man: The Life of Neil A. Armstrong, escrita per James R. Hansen, però el projecte no va continuar. Anys després La Universal Pictures va adquirir el drets per produir el film. El 24 de novembre de 2015 es va anunciar que Ryan Gosling interpretaria el paper principal sota la direcció de Damien Chazelle en base del guió de Josh Singer i Nicole Perlman.
El film va ser presentat al Festival Internacional de Cinema de Venècia de 2018.

## Formats de gravació
A El primer home, es van fer servir un total de tres formats diferents al llarg de tota la pel·lícula, el 16mm, el 35 mm i el full IMAX. Aquests es van anar alternant en funció de les necessitats tècniques i narratives.
El 16 mm està present en la majoria de les escenes que es produeixen a l'interior de la nau atès que permet un gran angle de captació de la imatge el que és idoni per a llocs estrets, com és el cas. La lenta usada va ser la Canon 6.6-66mm T2.7
En canvi, totes les escenes que es produeixen a la casa de Neil Armstrong van ser rodades en pel·lícules de 35 mm, amb la lent variable Fujinon ZK19-90mm T2.9.
Aquesta mateixa s'utilitza quan les escenes transcorren en l'entorn de la NASA, tant en exteriors com interiors. En aquest cas, s'usa un KODAK VISION3 250D Color Negative Film 5207 o 5219, processat a pressió.
L'escena en la Lluna està rodada amb càmeres IMAX, en format IMAX, de 01:43 i amb lents de 16mm a 70mm.

## Efectes especials
A la pel·lícula, 90 minuts aproximats dels 141 que dura en total la pel·lícula, corresponen a imatges realitzades a través d'efectes visuals, amb CG.
Això és atès al fet que gran part de la pel·lícula transcorre en l'espai, i donat a les limitacions actuals, només hi ha l'opció a crear-les per ordinador. Aquestes imatges serien les que després es projectarien a les pantalles LED.
DNEG, l'empresa encarregada dels efectes especials, va usar Terragen, un programari de generació d'escenaris de l'empresa Planetside Software. En el cas de l'escena en la Lluna, es va crear la sorra i les empremtes, eliminant alhora les restes del decorat.
Tanmateix, també es van usar imatges reals d'arxiu, com les del llançament de l'Apol·lo XI, trobades per DNEG en un estoc militar de 70mm que no s'havia vist anteriorment.
Per a aquesta escena, es van alternar, per tant, imatges reals ajustades als paràmetres del 16mm amb imatges recreades per CG.
El supervisor dels efectes especials va ser Paul Lambert, guanyador de l'Oscar per Blade Runner 2049.

## Pantalles LED i simuladors
El primer home està rodada sense presència de cromes per una decisió del director, atès al fet que li facilitava la manera de planificar les escenes.
En el seu lloc, es van utilitzar pantalles LED, tant esfèriques com normals, de fins a 10 metres. En aquestes, es projectaven les imatges que simularien l'exterior de la nau, tant de la Terra com de l'espai.
Al costat de les pantalles, es van construir diversos simuladors, cadascun corresponent a una nau. Aquests, tenien programat el moviment a realitzar, el qual anava sincronitzat amb les imatges de les pantalles LED esfèriques que es veien a través de les finestres.
Aquesta tècnica permetia als actors introduir-se més en el paper, ja que en comptes de veure una pantalla verda, veien l'espai exterior recreat amb VFX.

## Escena lunar
Per simular la superfície lunar, es va construir un decorat a Vulcan, Atlanta, amb una superfície de més de 152,4 metres.
Un altre aspecte important de l'escena de la Lluna, és que Damien Chazelle va voler alternar imatges pròpies amb imatges que simularan les reals de 1969. Per a això, va col·locar la càmera en els mateixos llocs de la nau i va utilitzar les mateixes lents.
Per simular la gravetat, es va construir un sistema de balanceig calibrat per als actors, alhora que es va utilitzar una grua per a alguns moviments de càmera en els quals aquesta surava.
La tecnologia de Realitat Virtual també va estar present al rodatge d'aquesta escena, la qual es va utilitzar per recrear la Lluna i tenir un control de la rotació interactiva i de la gradació de color.
Quant a la il·luminació, només es va utilitzar una Font de llum, simulant el sol. Dos focus Softsun de 100K, 200K en total.